# Botryobasidium parvisetosum
Botryobasidium parvisetosum é uma espécie de fungo pertencente à família Botryobasidiaceae.